# Mari-Anne Jespersen
Mari-Anne Jespersen (født 29. juli 1963) er en dansk skuespiller.
Hun er uddannet på udenlandske skuespillerskoler 1992–1993.
Hun blev gift med Jarl Friis-Mikkelsen i 1994, men parret blev skilt i 1998.

## Filmografi
- Kampen om den røde ko (1987)
- Sidste time (1995)
- Mørkeleg (1996)
- Sekten (1997)
- Torremolinos 73 (2003)
- Klassefesten 3 - Dåben (2016)

### Tv-serier
- Landsbyen (1991-1996)
- Charlot og Charlotte (1996)
- SJIT Happens (2015)
- Dicte (2016/2017)
- Friheden (2018)
- Hånd i hånd (2018)
- Sommerdahl (2022)

### Bøger
- Agent Sigurd og Kaptajn Nullermand (2013)